# Focio
Focio (también conocido como San Focio o Focio el Grande) (Constantinopla, c. 820-monasterio de Bordi, Armenia, 6 de febrero de 893) fue un escritor bizantino, patriarca de Constantinopla y santo de la Iglesia ortodoxa. Fue la principal figura influyente en la evangelización de los eslavos y también en el llamado «Cisma de Focio».

## Biografía
De familia noble y celosamente religiosa, emparentada con los Bardas, recibió una esmerada educación y llegó a ser uno de los hombres más cultos de su tiempo en todas las ramas del saber que practicó: gramática, dialéctica, oratoria, escritura, teología y derecho. Se dedicó en un principio a la docencia y luego pasó a la Corte; durante el reinado del emperador Miguel III, fue presidente de la Cancillería imperial y realizó delicadas misiones diplomáticas, como por ejemplo la embajada ante el califa de Bagdad.

### Primer patriarcado
Tras la deposición de  Ignacio de Constantinopla (santo tanto en la Iglesia ortodoxa como en Iglesia católica), el emperador Miguel III (motivado por el sínodo griego), promovió a Focio al trono patriarcal de Constantinopla, (pasando por todos los grados del sacramento del orden —diácono, presbítero y obispo— en seis días) en el año 858. El nombramiento no recibió la confirmación del papa Nicolás I, pues Focio no era eclesiástico y en pocos días —del 22 al 25 de diciembre del año 858— recibió desde la tonsura hasta la consagración episcopal; es más, el obispo consagrante fue Gregorio Asbesta, que en aquel momento estaba suspendido y excomulgado tanto por el patriarca Ignacio como por el papa Benedicto III. El papa condenó a Focio en 863.
Para resolver la disputa entre los partidarios del depuesto Ignacio, los del papa y los partidarios de Focio encabezados por el emperador mismo se convocó un concilio en el que Focio estableció las bases de la futura separación entre las Iglesias de Constantinopla y Roma. La Iglesia romana fue acusada por él de haber alterado el credo y de considerar al patriarca de Constantinopla a inferior nivel que el pontífice romano. Todavía se embrolló más el asunto y en el año 867 Focio fue depuesto por el emperador Basilio I, con la consiguiente reposición de Ignacio, mientras que el Concilio de Constantinopla IV (reconocido por la Iglesia católica como el VIII Concilio Ecuménico, mas no reconocido por la Iglesia ortodoxa), llevado a cabo entre los años 869 y 870, condenaba a Focio.

### Segundo patriarcado
La muerte del patriarca Ignacio, en el año 877, motivó la reelección de Focio como patriarca (habiendo este primero abogado a favor de su reposición), obteniendo el reconocimiento formal del papa Juan VIII.
En este segundo período patriarcal, Focio tuvo preocupaciones apostólicas y pastorales, enviando en calidad de misioneros a los santos Cirilo y Metodio a evangelizar Europa del Este (especialmente Bulgaria).
Tras subir al trono imperial bizantino León VI el Sabio, Focio fue depuesto y tuvo que exiliarse a Armenia, donde murió.

## Obras
Fue la figura literaria más importante en el Imperio bizantino mientras vivió. Su producción literaria es considerable y muy variada; ocupa cuatro volúmenes de la Patrología griega de Migne (PG, 101-104). Hay obras de erudición, como Myriobiblon o Biblioteca (gr.: Μυρόβιβλον ἢ Βιβλιοθήκη; lat.: Myriobiblion seu Bibliotheca), una colección de epítomes en 280 capítulos de obras antiguas y modernas, gracias al cual conocemos la obra de Ctesias, Memnón de Heraclea, Conón y Ptolomeo Queno y las obras perdidas de Arrio y Diodoro de Sicilia, lexicográficas (Léxikon); teológicas (An filoquia; Comentarios bíblicos; Tratado contra los maniqueos; Tratado sobre el Espíritu Santo; Tratados polémicos sobre las pretensiones romanas); canónicas (Nomocanon; Decisiones canónicas); obras de oratoria, cartas y muchas otras obras.

## Canonización
La canonización de Focio fue realizada casi un milenio después de su muerte, en el contexto de la fuerte oposición hacia Occidente provocada por el proselitismo católico y protestante en los territorios otomanos.
Focio fue proclamado santo en 1848 por el patriarca Antimo VI de Constantinopla; sin embargo, su canonización no fue reconocida inicialmente por otras Iglesias ortodoxas, como la Iglesia ortodoxa rusa, que veía en este acto —que no había sido previamente comunicado a su Santísimo Sínodo Gobernante— una reafirmación de que el patriarca de Constantinopla reclamaba para sí una posición similar a la que reclamaba el papa de Roma.